# Pain Is Love
Albums de Ja Rule
Rule 3:36
(2000) The Last Temptation
(2002)
Singles
1. Livin' It Up
Sortie : juillet 2001
2. Always on Time
Sortie : 30 octobre 2001
3. Down Ass Chick
Sortie : 2002
4. Never Again
Sortie : 2002

Pain Is Love est le troisième album studio de Ja Rule, sorti le 2 octobre 2001.
L'album s'est classé 1er au Billboard 200 et au Top R&B/Hip-Hop Albums et 23e au Top Internet Albums et a été certifié triple disque de platine par la Recording Industry Association of America (RIAA) le 4 avril 2002.
Véritable succès commercial, Pain Is Love a reçu une nomination pour le « meilleur album rap » aux Grammy Awards 2002.

## Liste des titres
| No  | Titre                                                                                          | Contient un (des) sample(s) de                                                   | Durée |
| --- | ---------------------------------------------------------------------------------------------- | -------------------------------------------------------------------------------- | ----- |
| 1.  | Pain Is Love (Skit)                                                                            | King of Sorrow de Sade                                                           | 1:18  |
| 2.  | Dial M for Murder (Produit par Irv Gotti et Ty Fyffe)                                          | Castle Walls de Styx                                                             | 3:32  |
| 3.  | Livin' It Up (featuring Case – Produit par Irv Gotti et Lil' Rob)                              | Do I Do de Stevie Wonder Nuthin' but a 'G' Thang de Dr. Dre featuring Snoop Dogg | 4:17  |
| 4.  | The INC. (featuring Cadillac Tah, Black Child et Ashanti – Produit par Irv Gotti)              |                                                                                  | 3:56  |
| 5.  | Always on Time (featuring Ashanti – Produit par Irv Gotti)                                     |                                                                                  | 4:05  |
| 6.  | Down Ass Bitch (featuring Charli Baltimore – Produit par Irv Gotti)                            | Sweet Sticky Thing des Ohio Players                                              | 5:31  |
| 7.  | Never Again (Produit par Irv Gotti)                                                            |                                                                                  | 4:19  |
| 8.  | Worldwide Gangsta (featuring Cadillac Tah, Black Child et Boo & Gotti – Produit par Irv Gotti) |                                                                                  | 3:20  |
| 9.  | Leo (Skit)                                                                                     |                                                                                  | 2:18  |
| 10. | I'm Real (Murder Remix) (featuring Jennifer Lopez – Produit par Irv Gotti)                     |                                                                                  | 4:12  |
| 11. | Smokin' & Ridin' (featuring Jodie Mack et O-1 – Produit par Irv Gotti)                         |                                                                                  | 4:51  |
| 12. | X (featuring Missy Elliott et Tweet – Produit par Irv Gotti)                                   |                                                                                  | 5:02  |
| 13. | Big Remo (Skit)                                                                                |                                                                                  | 0:19  |
| 14. | Lost Little Girl (Produit par Irv Gotti)                                                       |                                                                                  | 5:00  |
| 15. | So Much Pain (featuring 2Pac – Produit par Irv Gotti et Lil' Rob)                              |                                                                                  | 5:03  |
| 16. | Pain Is Love (Produit par Irv Gotti)                                                           | Mind Playing Tricks on Me des Geto Boys                                          | 5:04  |